# Leotiaceae
Leotiaceae is een familie van de Leotiomycetes, behorend tot de orde van Leotiales. Het typegeslacht is Leotia.

## Kenmerken
Soorten uit deze familie vormen meestal duidelijk gesteelde, middelgrote tot grote apotheciën als vruchtlichamen, die plakkerig en vaak levendig gekleurd zijn. Het excipulum bestaat uit drie lagen: een buitenlaag van evenwijdige of ineengestrengelde gegelatineerde hyfen met septa, een binnenlaag bestaande uit niet-gegelatineerd hyfenweefsel en een tussenlaag die al dan niet gegelatineerd is. De laag tussen de buizen bestaat uit eenvoudige parafysen. De buizen zijn cilindrisch met een verdikte punt (apex) en meestal met een pluizige amyloïde (kleurbaar met jodium) apicale ring. De ascosporen zijn hyaliene en elliptisch of langwerpig en kunnen gesepteerd of ongesepteerd zijn. 

## Taxonomie
De familie Leotiaceae bestaat uit de volgende geslachten:
- Leotia (bijvoorbeeld L. lubrica)
- Microglossum
- Nothomitra